# Miloševac, Velika Plana
Miloševac (izvirno srbsko Милошевац) je naselje v Srbiji, ki upravno spada pod Občino Velika Plana; slednja pa je del Podonavskega upravnega okraja.

## Demografija
|  |

| Demografija | Demografija     | Demografija     |
| Leto        | Št. prebivalcev | Št. prebivalcev |
| ----------- | --------------- | --------------- |
|             |                 |                 |
|             |                 |                 |
|             |                 |                 |
|             |                 |                 |
| 1948        | 4201            |                 |
| 1953        | 4534            |                 |
| 1961        | 4460            |                 |
| 1971        | 4387            |                 |
| 1981        | 4361            |                 |
| 1991        | 4131            | 3861            |
| 2002        | 3867            | 3426            |
|             |                 |                 |

| Etnična sestava po popisu iz leta 2002 | Etnična sestava po popisu iz leta 2002 | Etnična sestava po popisu iz leta 2002 | Etnična sestava po popisu iz leta 2002 | Etnična sestava po popisu iz leta 2002 |
| -------------------------------------- | -------------------------------------- | -------------------------------------- | -------------------------------------- | -------------------------------------- |
| Srbi                                   | Srbi                                   |                                        | 3.337                                  | 97,40%                                 |
| Jugoslovani                            | Jugoslovani                            |                                        | 7                                      | 0,20%                                  |
| Romuni                                 | Romuni                                 |                                        | 5                                      | 0,14%                                  |
| Makedonci                              | Makedonci                              |                                        | 4                                      | 0,11%                                  |
| Slovenci                               | Slovenci                               |                                        | 3                                      | 0,08%                                  |
| Romi                                   | Romi                                   |                                        | 3                                      | 0,08%                                  |
| Hrvati                                 | Hrvati                                 |                                        | 2                                      | 0,05%                                  |
| Madžari                                | Madžari                                |                                        | 2                                      | 0,05%                                  |
| Črnogorci                              | Črnogorci                              |                                        | 1                                      | 0,02%                                  |
| Muslimani                              | Muslimani                              |                                        | 1                                      | 0,02%                                  |
| Neznano                                | Neznano                                |                                        | 42                                     | 1,22%                                  |